# Allan Hyde
Allan Hyde (* 20. Dezember 1989 in Dänemark) ist ein dänischer Schauspieler.

## Leben
Allan Hyde wuchs in Dänemark auf, den englischen Nachnamen verdankt er seinem englischen Vater. Er besuchte bis 2009 das Sankt Annæ Gymnasium in Valby, eine Schule mit musischem und multilingualem Schwerpunkt.
Zum Soundtrack von Camp Rock sang er eine dänische Songversion ein. Für die dänischen Kinos synchronisierte er die Rolle des Ron Weasley in den Harry-Potter-Filmen. Gemeinsam mit Aske Bang gründete Allan Hyde das Label Gourmet Film. Sie filmten alltägliche Situationen, während sie Wein trinken und extravagante Mahlzeiten zu sich nehmen (Alla Salute!).
International wurde er hauptsächlich bekannt für seine Rolle als Vampir Godric in der HBO-Serie True Blood. Dafür zog er nach Los Angeles, kehrte aber aufgrund besserer Angebote nach Dänemark zurück. 2016 ist er in der TV-Serie Kleine Morde unter Nachbarn – Lark Road (ServusTV) auch im deutschsprachigen Raum zu sehen.

## Filmografie
- 2008: Album (Fernsehserie, 3 Episoden)
- 2008: En Forelskelse
- 2008: Cykeltaxa (Kurzfilm, Drehbuch und Regie)
- 2008: Ynglinge (Kurzfilm)
- 2007–2009: 2900 Happiness (Fernsehserie, 6 Episoden)
- 2009: Sidste Kys (Kurzfilm)
- 2009–2012: True Blood (Fernsehserie)
- 2010: Kleine Morde unter Nachbarn – Lark Road (Lærkevej, Fernsehserie)
- 2011: Nordlicht – Mörder ohne Reue (Den som dræber, Fernsehserie)
- 2011: Alla Salute! (fünfteilige Web-Serie in dänischer Sprache mit englischen Untertiteln)
- 2014–2015: Heartless (Fernsehserie)
- 2015: Die Hüterin der Wahrheit – Dinas Bestimmung (Skammerens datter)
- 2017: Countdown Copenhagen (Gidseltagningen, Fernsehserie)
- 2017: Espen und die Legende vom Bergkönig (Askeladden – I Dovregubbens hall)
- 2019: Die Hüterin der Wahrheit 2: Dina und die schwarze Magie (Skammerens datter 2)
- 2023: Heart of Stone